# Coelogyne nitida
Coelogyne nitida é uma espécie de orquídea (Orchidaceae) do Sudeste Asiático.